# Dídimo de Antioquia
Dídimo (em latim: Didymus; em grego: Διδύμος; romaniz.: Didymos) foi um gramático romano do século IV, ativo durante o reinado conjunto dos imperadores Constantino (r. 306–337) e Licínio (r. 308–324). Um egípcio, lecionou em Antioquia, onde foi professor do sofista Libânio na década de 320, e viveu por algum tempo em Constantinopla. Se sabe que faleceu em 357 e que teria tido um filho chamado Retório, que tornar-se-ia pupilo de Libânio.